# Bahnstromleitung Flörsheim–Stuttgart

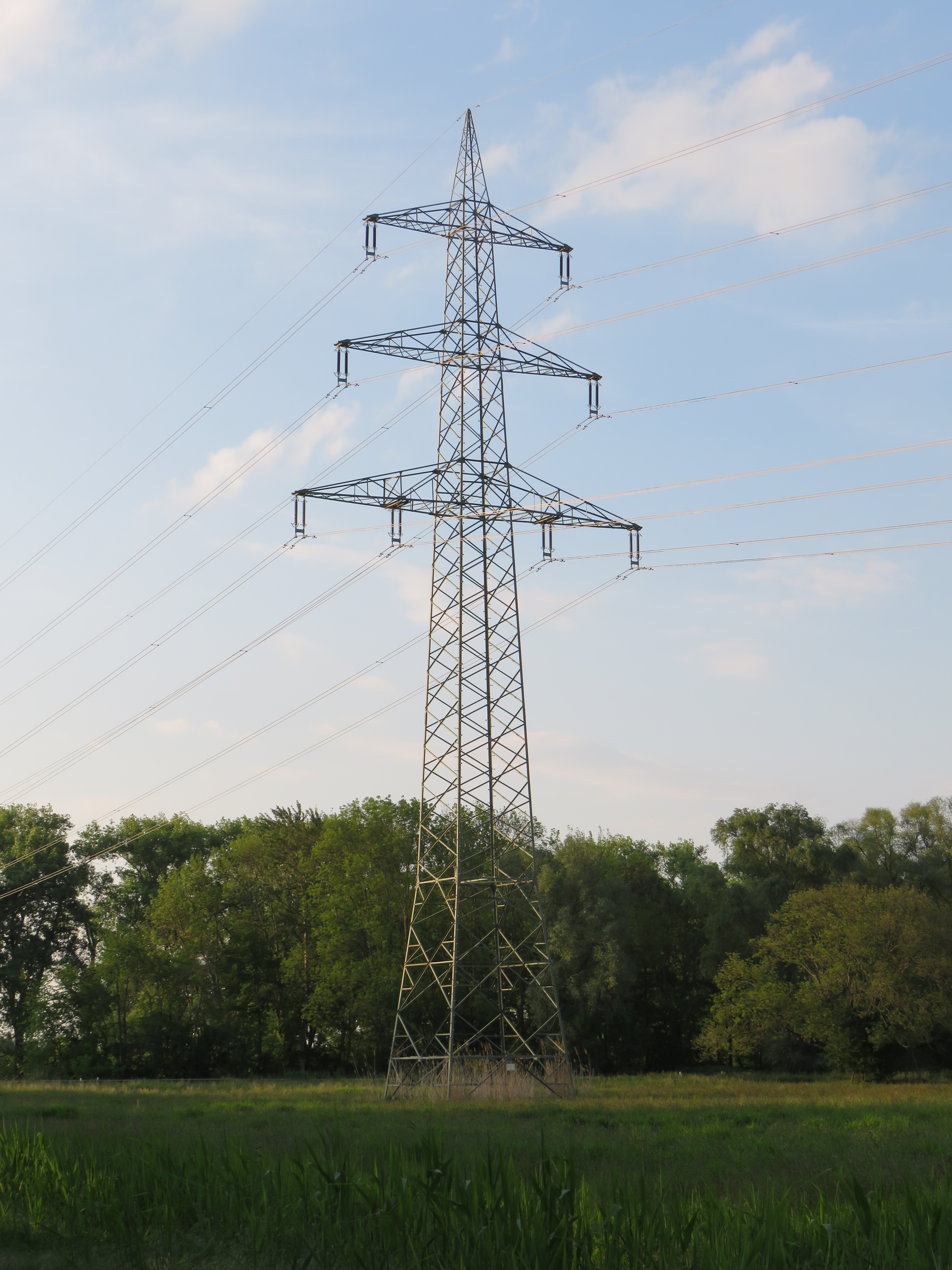
Typischer Leitungsmast bei Griesheim

Die Bahnstromleitung Flörsheim–Stuttgart ist eine mit 110 kV Spannung betriebene Freileitung für Bahnstrom der DB Energie, die vom Unterwerk Flörsheim nach Stuttgart-Zazenhausen verläuft und 1990 auf ihrer gesamten Länge in Betrieb genommen wurde. Vorrangig dient sie der Stromversorgung der Schnellfahrstrecke Mannheim–Stuttgart und der Verteilung des im Großkraftwerk Mannheim erzeugten 16,7-Hz-Bahnstroms.
Es handelt sich um die einzige Freileitung für Bahnstromversorgung in Deutschland, die bei ihrer Errichtung für einen Betrieb mit 220 kV Spannung dimensioniert wurde, dementsprechend unterscheidet sich die verwendete Mastform stark von allen anderen Bahnstromleitungen in Deutschland. Aufgrund der hohen Auslastung ist sie durchgehend für vier Stromkreise mit Einzel- oder Doppelbündel ausgelegt, die auf den meisten Abschnitten der Trasse jedoch nur von zwei parallelgeschalteten Stromkreisen belegt werden.

## Technische Beschreibung

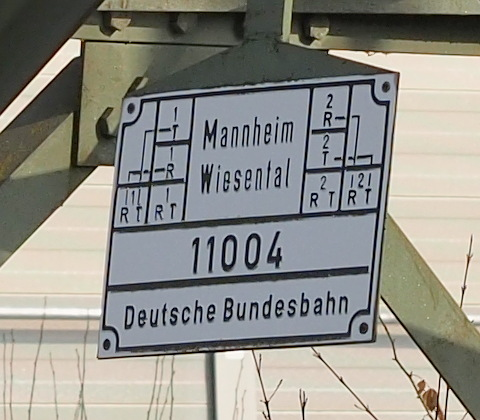
Anordnung der Stromkreise, schematisch dargestellt auf einer Tafel am Mast. Jeweils zwei Stromkreise pro Mastseite sind zu einem parallelgeschaltet. Daneben der Name des Stromkreises, die Nummer des Masten und der Netzbetreiber

Die durchgehend als Freileitung ausgeführte Verbindung führt über eine Strecke von rund 188 km auf 516 Masten vom Unterwerk Flörsheim über die Unterwerke Weiterstadt, Mannheim, Wiesental und Vaihingen/Enz zum Unterwerk Stuttgart im Stadtteil Zazenhausen. An den genannten Unterwerken besteht eine Verbindung zum restlichen Leitungsnetz der DB Energie. Daneben zweigen von der Leitung selbst Stichleitungen zu den Unterwerken Biblis und Kraichtal ab.
Bahnstromleitungen in Deutschland werden in der Regel mit 110 kV Spannung betrieben, was ebenso der typischen Spannung des öffentlichen Verteilnetzes bildet. Im Unterschied zur hierbei angewandten Frequenz von 50 Hz wird das Bahnstromnetz mit einer Frequenz von 16,7 Hz betrieben, was etwa einem Drittel der Frequenz des öffentlichen Netzes entspricht. Ein weiterer, auffälliger Unterschied ist die Betriebsweise des Bahnstromnetzes: Im öffentlichen Stromnetz dominiert Drehstrom (Dreiphasenwechselstrom), bei denen jede Phase mit einem Phasenwinkel von 120° zeitlich versetzt ist. Demgegenüber werden Bahnstromleitungen symmetrisch gegen Erde betrieben, wobei jeder Stromkreis aus zwei Phasen besteht. Diese weisen dabei eine Leiterspannung von 55 kV gegen Erde auf und sind um 180° phasenverschoben.
Die entlang der Leitung verwendeten Leiterseile sind in der Regel als Doppelbündel, in einigen Abschnitten allerdings auch als Einzelbündel ausgeführt. Bündelleiter dienen dazu, Leistungsverluste zu reduzieren, indem durch die Verringerung der elektrischen Feldstärke, die durch die Aufteilung derselben elektrischen Spannung auf zwei oder mehrere Leiter erreicht wird, eine Reduktion der Koronaverluste stattfindet. Sie treten an Bahnstromleitungen in Deutschland daher im Regelfall bei Anbindungen an leistungsstarke Bahnkraftwerke sowie bei Versorgungsleitungen von stark beanspruchten Bahnstrecken, etwa Schnellfahrstrecken, auf. Beides trifft auf die Leitung Flörsheim–Stuttgart zu: Sie dient der Versorgung der Schnellfahrstrecke Mannheim–Stuttgart, hat eine direkte Anbindung an das ebenfalls Bahnstrom erzeugende Großkraftwerk Mannheim und ist über das Unterwerk Stuttgart mit einer Bahnstromleitung zum Bahnstromumformerwerk des Kernkraftwerks Neckarwestheim verbunden. Letztgenannte Leitung weist sogar Vierfach-Bündelleiter auf.
Auf der gesamten Leitungsstrecke sind auf den Masten vier Stromkreise verlegt. In der Regel handelt es sich um Masten mit drei Traversen, von denen die oberen beiden und die untere für je einen Stromkreis pro Seite belegt sind. Dabei weist die unterste Traverse entsprechend die größte Breite auf (Tannenbaummast). Abschnittsweise verlaufen auf denselben Masten entweder weitere Bahnstromleitungen, Streckeneinspeisungen mit 15 kV oder auch Drehstromleitungen des öffentlichen Netzes in Form einer Gemeinschafts- oder Hybridleitung, hierbei sind die oberen beiden Traversen für die vier Bahnstromkreise verlegt, dabei weist die oberste Traverse die größte Breite auf. Zwar sind die auf den oberen Traversen verlegten Stromkreise als durchgehende Verbindungen Flörsheim–Mannheim und Mannheim–Stuttgart ausgeführt, jedoch werden sie nicht als eigene Kreise geführt, sondern sind mit den beiden Stromkreisen auf der untersten Traverse parallelgeschaltet. Dabei sind die oberen Stromkreise jeweils vor den Unterwerken durch eine fehlende Stromschlaufe physisch unterbrochen. Zwar sind Pläne nicht bekannt, die größere Dimensionierung dieser oben verlaufenden Stromkreise spricht allerdings stark für einen (ehemals) geplanten Betrieb mit 220 kV Spannung.

## Geschichte
Die Leitung wurde teils als Ersatzneubau in bestehender Trasse, teils als völliger Neubau realisiert, entsprechend ihrer Funktion, einerseits eine Eisenbahn-Neubaustrecke zu versorgen und andererseits eine bestehende, hoch belastete Bahnstromverbindung leistungsstärker auszubauen.
Die Vorgängerleitung, die im Bereich zwischen den Unterwerken Weiterstadt, Mannheim und Wiesental ersetzt wurde, stammte aus den 1950er Jahren und war einer der ersten Neubauten von Bahnstromleitungen nach dem Zweiten Weltkrieg. Bereits in den 1920er Jahren entstand im Großraum München ein Bahnstromnetz mit 110 kV Spannung, das später um Leitungen zum Kraftwerk Münster in Stuttgart und über das Unterwerk Grönhart und Nürnberg bis nach Muldenstein nördlich von Leipzig ergänzt wurde. Als nach Kriegsende erstmals wieder wichtige Fernbahnen elektrifiziert wurden, baute man vom Unterwerk Grönhart ausgehend eine Bahnstromleitung über Würzburg nach Aschaffenburg.
Die Bahnstromleitung von Aschaffenburg über Weiterstadt nach Mannheim wurde ab 1955 geplant, um elektrischen Bahnbetrieb auf der zu elektrifizierenden Rhein-Main-Bahn zu ermöglichen. Am 7. Mai 1956 wurde sie erstmals unter Spannung gestellt. Von Mannheim aus wurde sie nach Karlsruhe verlängert, wo 1957 ein zentrales Bahnstromumformerwerk in Betrieb ging. Letztlich reichte die Leitung entlang der elektrifizierten Bahnstrecke Mannheim–Basel bis an die Schweizer Grenze, wo über die Leitung Haltingen–Muttenz eine Netzkopplung mit dem Bahnstromleitungsnetz der SBB besteht.
Erste Planungen für die Schnellfahrstrecke von Mannheim nach Stuttgart stammen aus den 1960er Jahren, da schon zu diesem Zeitpunkt die über Bruchsal, Bretten und Mühlacker führende Bestandsstrecke als überlastet und nicht ausbaufähig galt. Im Laufe der 1970er Jahre arbeitete die Deutsche Bundesbahn an der Trassenplanung, die 1977 schließlich durch das Bundesverkehrsministerium genehmigt wurde.
Neben dem Bau der Schnellfahrstrecke war auch die Errichtung zweier Bahnkraftwerke ausschlaggebend für die Erweiterung des Bahnstromnetzes: Das Pumpspeicherkraftwerk Langenprozelten im Spessart und das Kernkraftwerk Neckarwestheim bei Heilbronn begannen beide im Jahr 1976 mit der Erzeugung von günstigem Bahnstrom – Überkapazitäten konnten durch den Verbundbetrieb zwischen Wasser- und Atomkraft ausgeglichen werden. Zwischen dem Unterwerk Mannheim-Rheinau, wo ein Anschluss an das schon seit 1955 Bahnstrom erzeugende Großkraftwerk Mannheim besteht, dem Pumpspeicherwerk in Langenprozelten, dem Kernkraftwerk Neckarwestheim und einem neuen Unterwerk in Stuttgart-Zazenhausen wurde bis Ende der 1970er Jahre ein System an Bahnstromleitungen in Betrieb genommen, das durch Verwendung von Bündelleitern eine höhere Leitungsaufnahme pro Stromkreis erreichen. Im Zuge der Inbetriebnahme der neuen Bahnkraftwerke stellte das Kraftwerk Münster in Stuttgart schließlich seine Bahnstromerzeugung ein, woraufhin die von München her kommende Bahnstromleitung über Stuttgart-Münster hinaus in das Unterwerk Stuttgart-Zazenhausen verlängert wurde.
Anfang der 1980er Jahre baute man schließlich das erste Teilstück der neuen Bahnstromleitung aus, die von Beginn an gleich für vier Stromkreise ausgelegt wurde. Ob im Abschnitt Flörsheim–Weiterstadt bereits zuvor eine Bahnstromleitung bestand, ist nicht klar, jedoch anzunehmen, da die von Flörsheim über Bingen, Koblenz nach Köln führende Leitung ebenfalls aus den 1950er Jahren stammt. Zwischen Weiterstadt und Mannheim wurde durch die neue Leitung die alte, zweikreisige Leitung aus dem Jahr 1956 ersatzlos demontiert. Während diese früher ab Weinheim einen direkteren Verlauf über Heddesheim und Ladenburg nahm, legte man die neue Leitung ans bestehende Trassenband gebündelt bis kurz vor Wallstadt, von wo aus sie westlich an Ladenburg vorbei zum Unterwerk Mannheim legte. Dieser Leitungsabschnitt wurde 1983 fertiggestellt.
Von Mannheim bis kurz vor Wiesental verlegte man die neue Leitung größtenteils entlang der bestehenden Trasse der alten Leitung nach Karlsruhe, die hier bereits in einem vorhandenen Trassenband verlief. Lediglich im Bereich der BAB 6 bei Ketsch wurde leicht von der bisherigen Trasse abgewichen und die neue Leitung aus einem Wohngebiet heraus östlich der Autobahn verlegt. Zwischen Philippsburg und Wiesental beginnt dann der Abschnitt in neuer Trasse.
Im Bereich zwischen Bretten und Vaihingen/Enz war ein Verlauf nah an der Neubaustrecke vorgesehen, der quer durch den Naturpark Stromberg-Heuchelberg geführt hätte. Auf Betreiben von Naturschutzverbänden wurde diese Trassenführung nicht genehmigt, weshalb man 1985 in einem neuen Planfeststellungsbeschluss die letztlich realisierte Strecke parallel zur bestehenden 380-kV-Leitung von Philippsburg nach Pulverdingen festlegte. Jedoch wurde von Seiten der Anliegergemeinden auch gegen diese Variante geklagt, da man durch die Trassenverbreiterung einen zu schweren Eingriff in die Landschaft befürchtete. Erst 1989 ließ die Stadt Bretten ihre Klage schließlich fallen und erlaubte den Bau der Leitung.
Im November 1990 wurde die Leitung schließlich auf ihrem letzten Abschnitt im Rahmen einer Feierstunde durch den damaligen Brettener Oberbürgermeister in Betrieb genommen. Der Zugbetrieb auf der Schnellfahrstrecke wurde schließlich am 9. Mai 1991 aufgenommen.

## Trassenverlauf

### Flörsheim–Weiterstadt
Die Leitung beginnt am Unterwerk Flörsheim, dass sich an der Taunus-Eisenbahn befindet. Direkt dahinter quert sie in Höhe der Opelbrücke den Main und führt an Raunheim vorbei. Bis zur Überquerung der Mainbahn bei Raunheim verlaufen auf der untersten Traverse mehrere Speiseleitungen mit 15 kV Spannung, die die Oberleitung dieser Bahnstrecke aus dem Unterwerk Flörsheim mit versorgt. Ab hier weist die Leitung dann erstmals die für sie typischen Masten mit drei Traversen in Tannenbaumform auf. Sie führt in südliche bis südöstliche Richtung, erreicht die BAB 67 und überquert sie nördlich vom Rüsselsheimer Dreieck. Anschließend folgt sie der Autobahn mit einigen Abstand auf der östlichen Seite, ehe sie bei Klein-Gerau nach Osten dreht und in das Unterwerk Weiterstadt einmündet, das an der Rhein-Main-Bahn liegt.

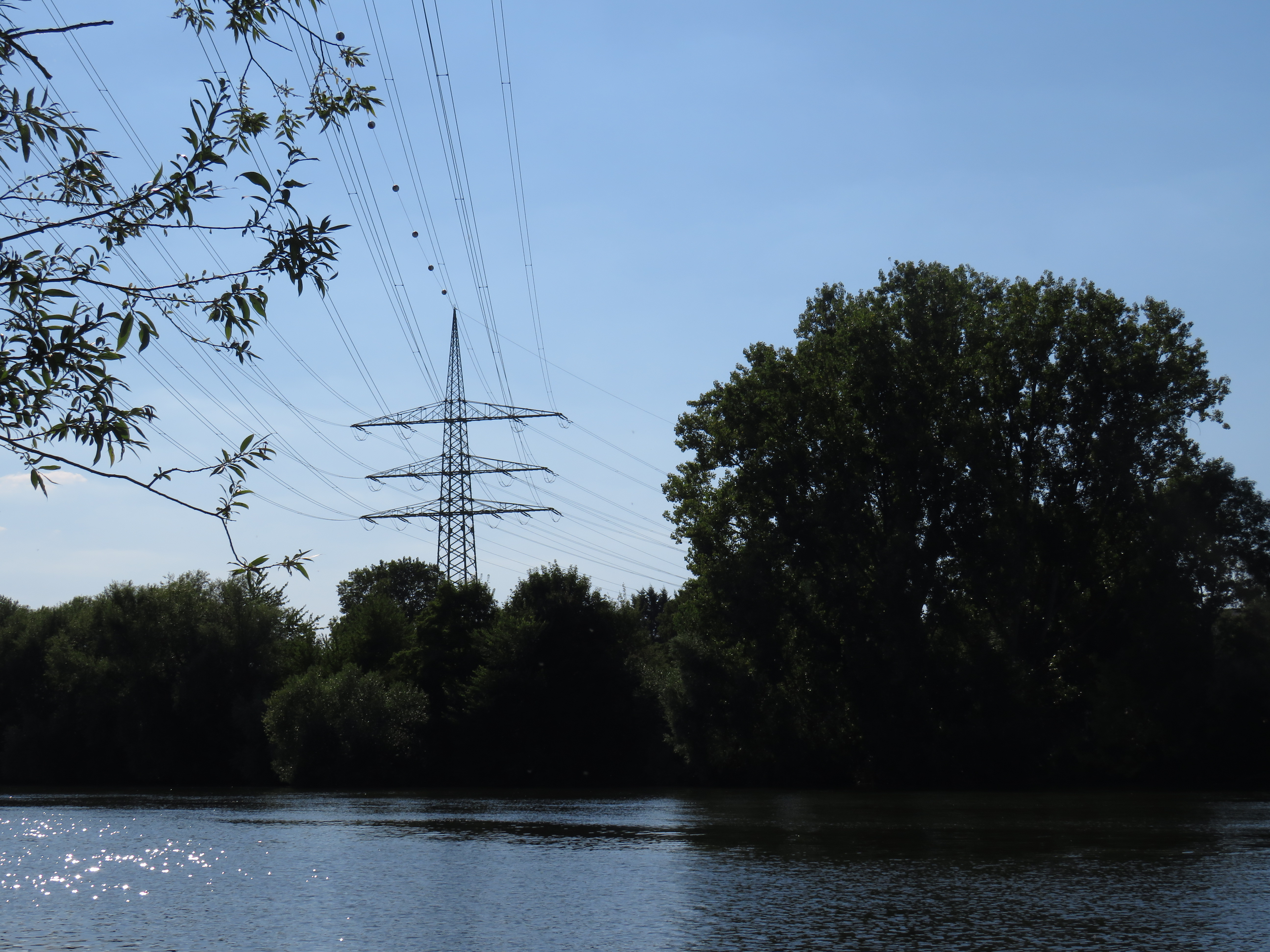
Mainkreuzung, nördlicher …
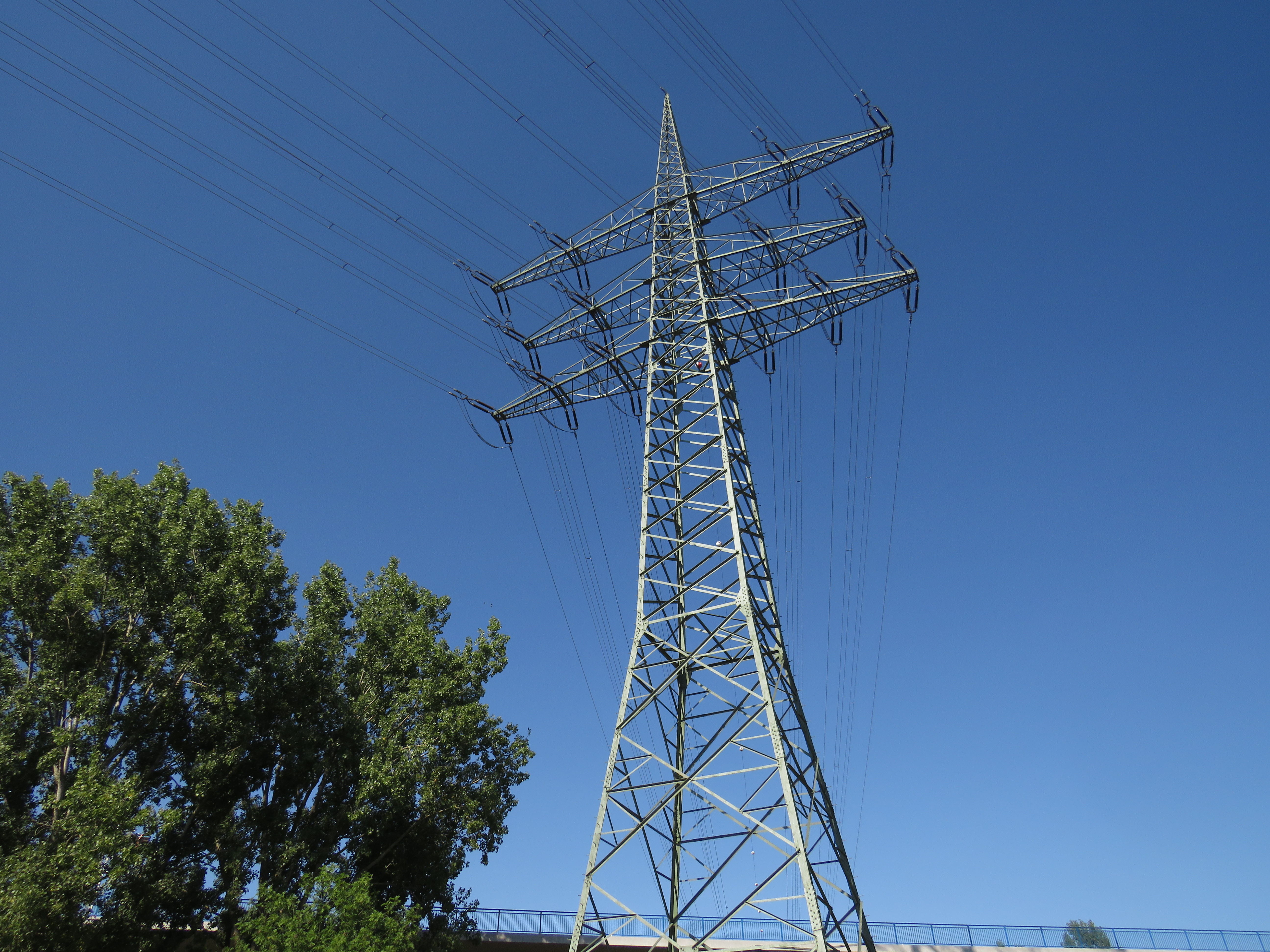
… und südlicher Mast

### Weiterstadt–Mannheim
Die Leitung verlässt das Unterwerk Weiterstadt nach Süden, quert ein zweites Mal die BAB 67 und führt von nun an parallel zur 380-kV-Leitung Bürstadt–Urberach. Die beiden Leitungen führen in einem Bogen westlich an Griesheim vorbei, schließlich nach Südosten, wobei die BAB 67 ein drittes Mal gequert wird. Nachdem das nahe an der Trasse liegende Umspannwerk Pfungstadt passiert wird, verläuft die Nord-Süd-Leitung ab hier parallel zu ihr. Bei Hähnlein dreht die große 380-kV-Leitung nach Südwesten zum Kernkraftwerk Biblis, während die Bahnstromleitung, die Nord-Süd-Leitung und eine weitere 110-kV-Leitung weiterhin in Richtung Süden führen, wobei sie exakt zwischen den parallel verlaufenden Autobahnen 5 und 67 liegen. Zwischen Heppenheim und Laudenbach überqueren sie die Landesgrenze nach Baden-Württemberg.
Nach dem Passieren der BAB 659 und des Umspannwerks Weinheim führen die Leitungen dann in Trassenbündelung mit weiteren 220- und 110-kV-Leitungen nach Südosten. Die Bahnstromleitung zweigt in Höhe von Mannheim-Wallstadt jedoch von diesem ab und überquert westlich von Ladenburg den Neckar. Kurz bevor sie dann ins Unterwerk Mannheim am Eisenbahnknoten Mannheim-Friedrichsfeld einmündet, quert sie die BAB 656.

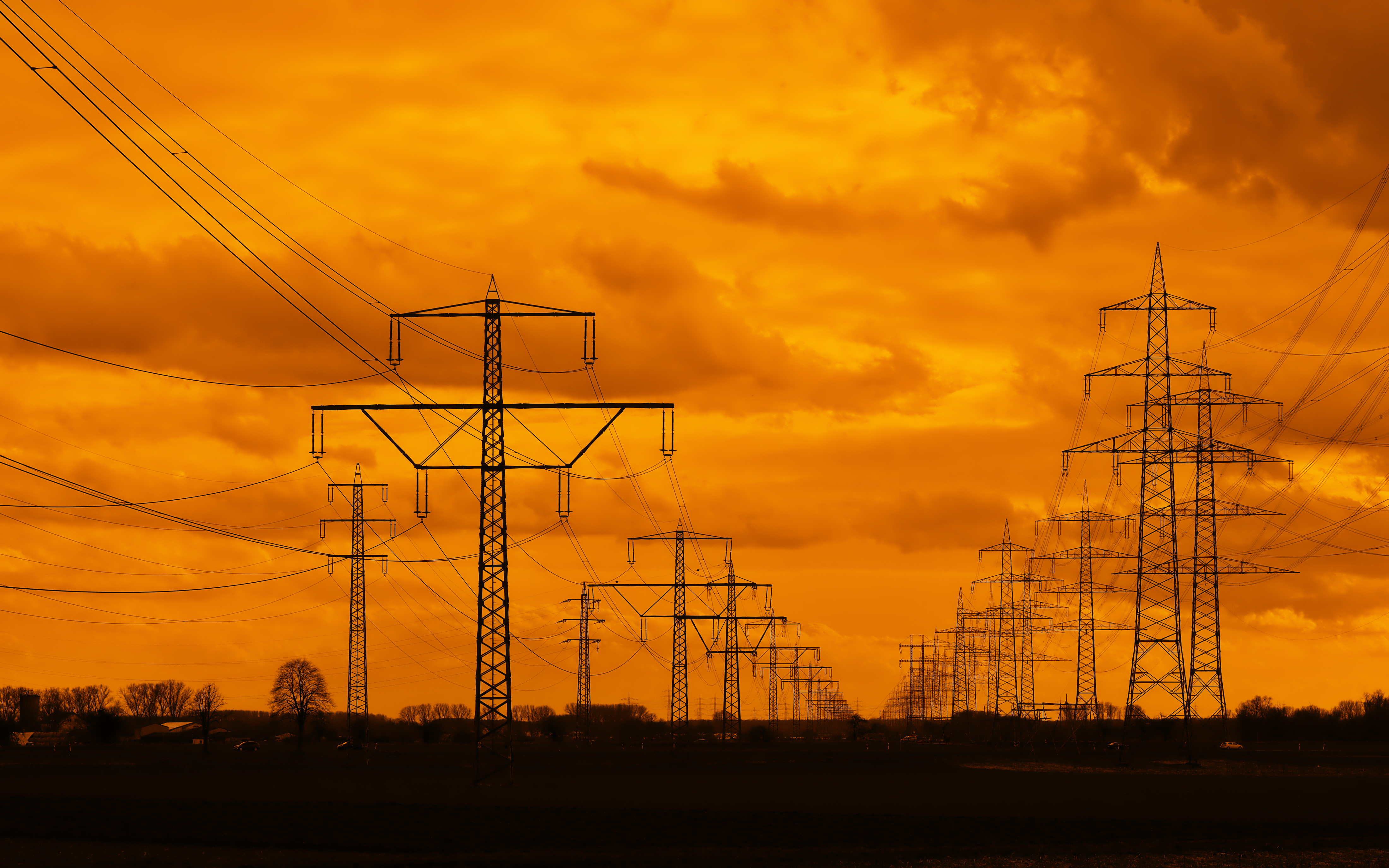
Beim Umspannwerk Pfungstadt
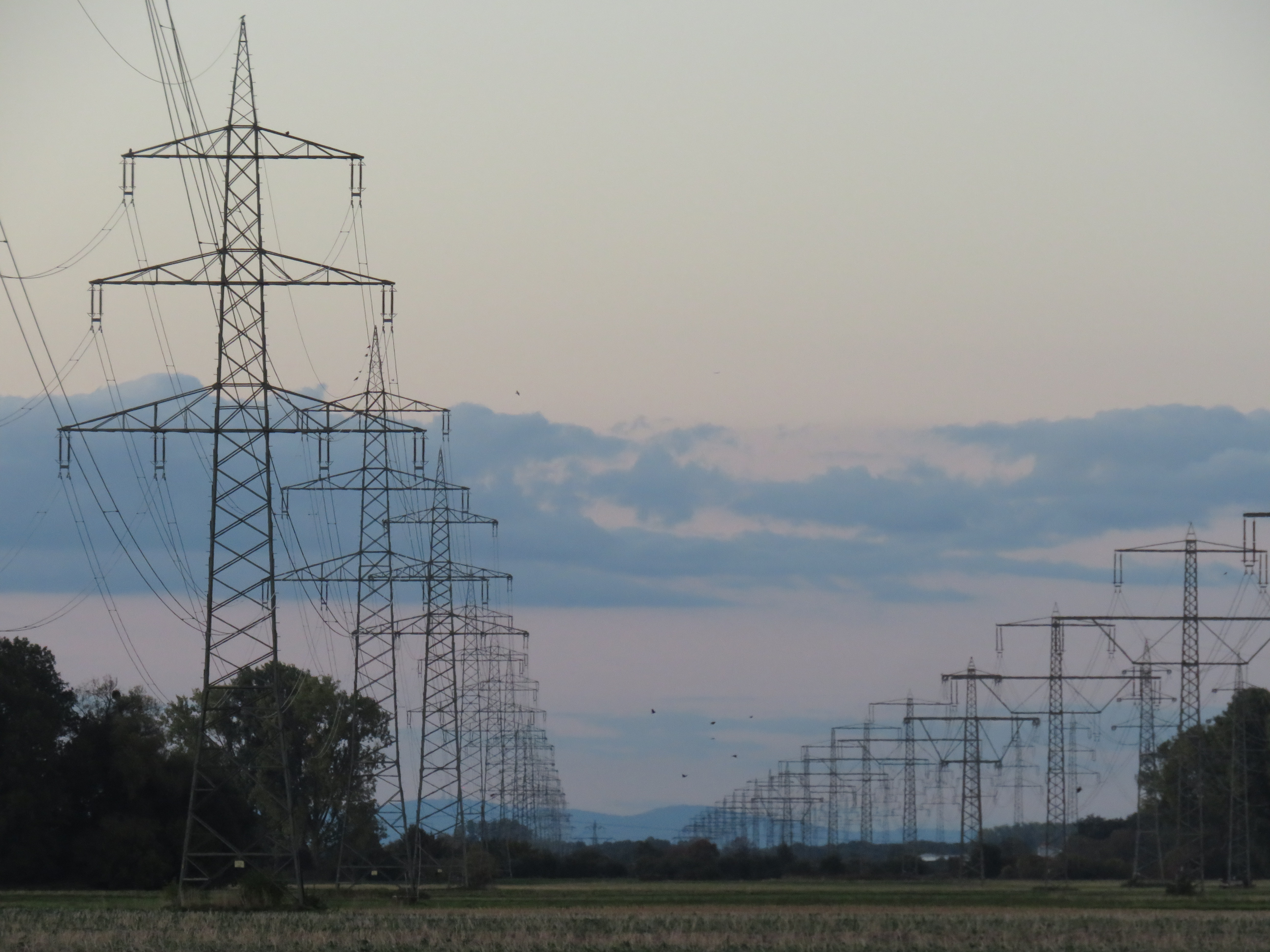
Bei Weinheim

### Mannheim–Wiesental
Nach dem Verlassen des Unterwerks Mannheim unterquert der nächste Leitungsabschnitt zuerst mehrere Drehstromleitungen aus dem Umspannwerk Mannheim-Rheinau und führt bis Schwetzingen südwärts, dann nach Südwesten und abschnittsweise parallel zur BAB 6. Bei Ketsch beginnt die Bündelung mit 220- und 110-kV-Leitungen des öffentlichen Netzes, wobei westlich von Hockenheim die BAB 61 gekreuzt wird und die drei Leitungen in einem Trassenbahn weiter nach Süden verlaufen. Bei Philippsburg dreht die Bahnstromleitung dann nach Osten und nimmt gleichzeitig die von Wiesental weiter nach Karlsruhe führende Bahnstromleitung mit auf. Die Leitung führt nun mit drei Bahnstromkreisen, von denen nach wie vor zwei parallelgeschaltet sind, zum Unterwerk Wiesental, dem ersten an der Schnellfahrstrecke Mannheim-Stuttgart.

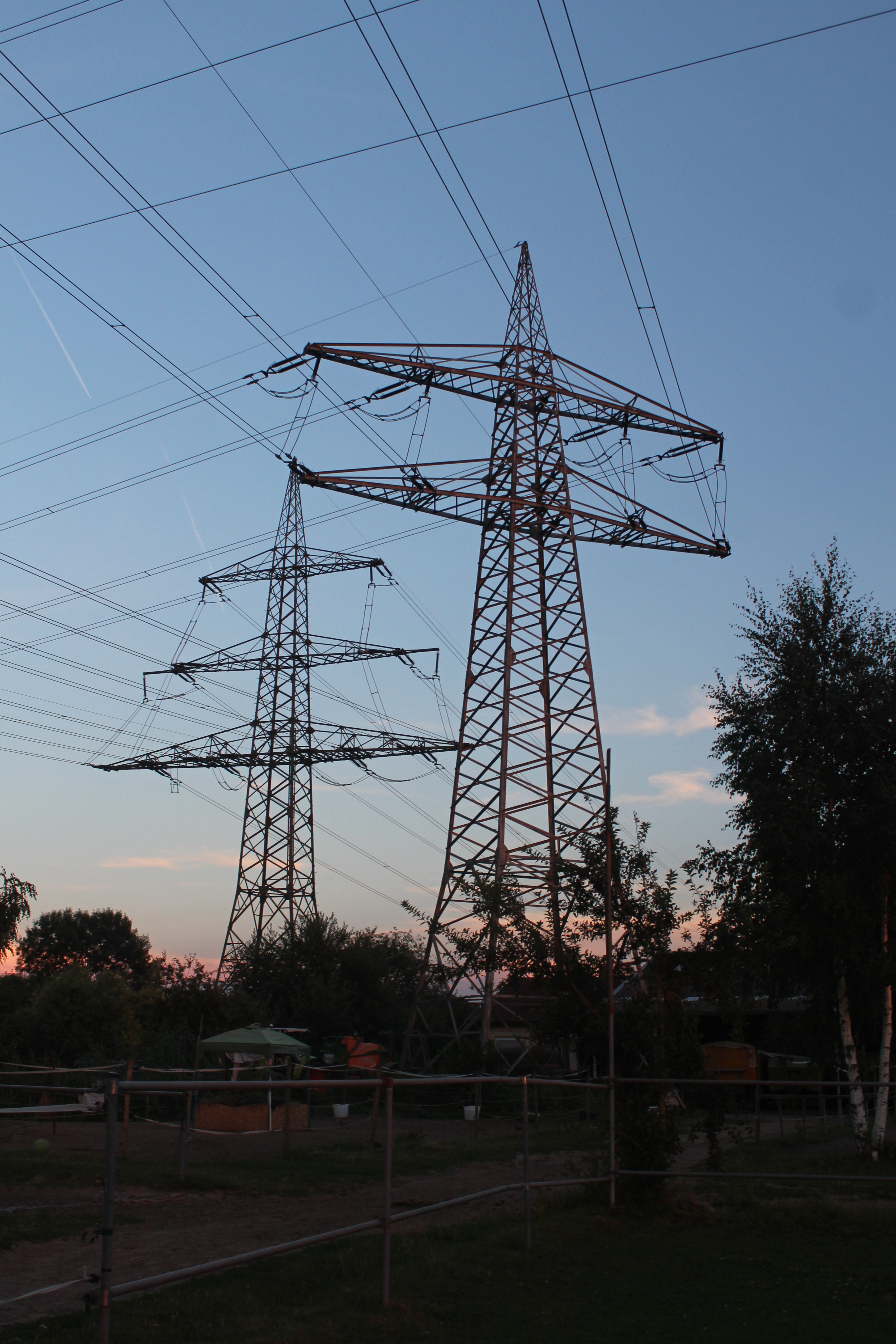
Leitungsunterquerung bei Friedrichsfeld
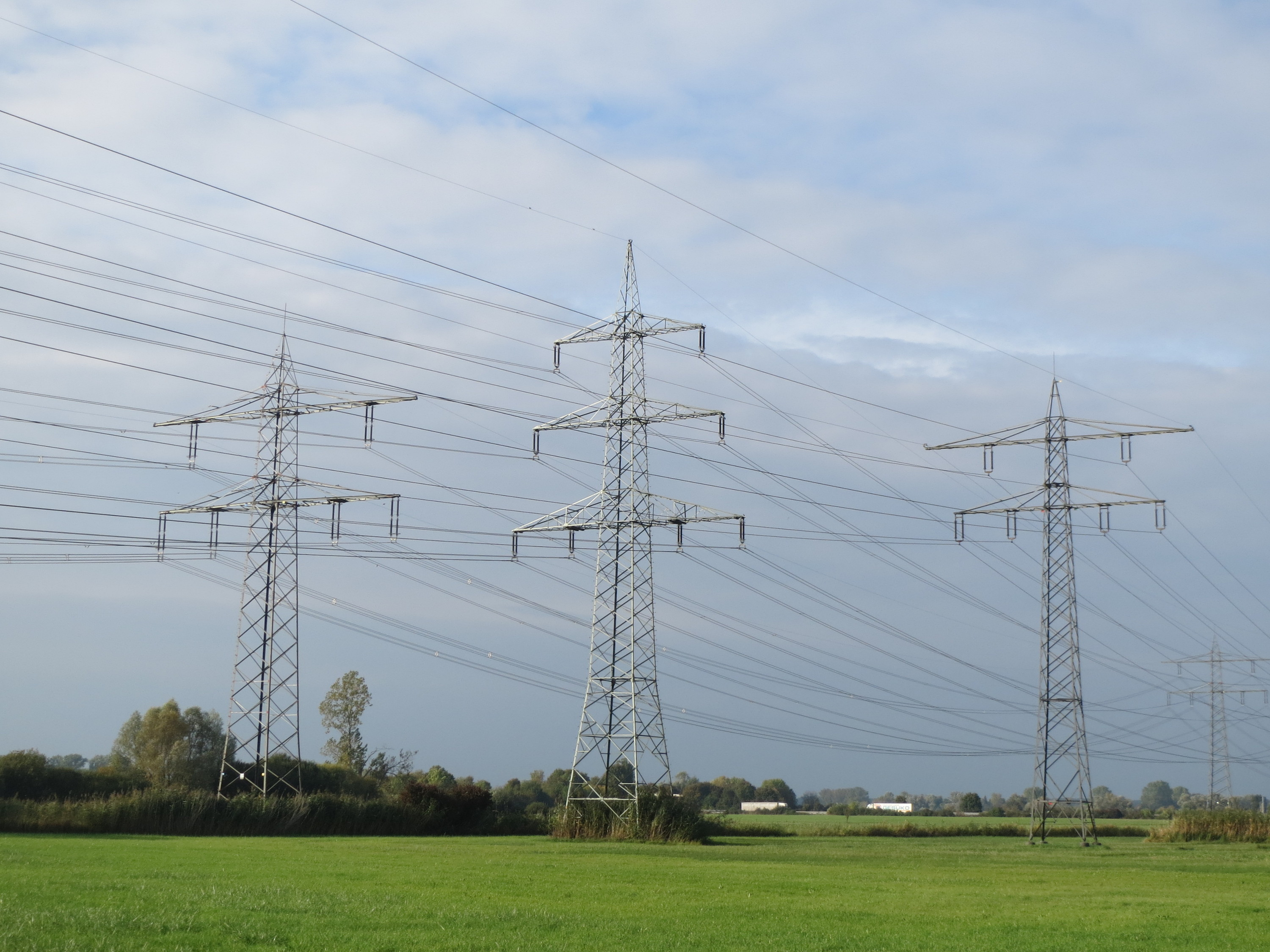
Südlich von Hockenheim

### Wiesental–Vaihingen/Enz
Der Abschnitt vom Unterwerk Wiesental zum Unterwerk Vaihingen/Enz verläuft fast durchgängig parallel zur 380-kV-Leitung Philippsburg–Pulverdingen. Die beiden Leitungen führen nach Südosten, überqueren die BAB 5 und folgen nördlich von Bruchsal zunächst der Schnellfahrstrecke. Bei Büchig zweigt eine zweikreisige Stichleitung zum Unterwerk Wiesental an der Schnellfahrstrecke ab und die beiden Leitungen führen nach Süden, von der Bahnstrecke weg, östlich an Bretten vorbei. Abschnittsweise ist die unterste Traverse mit einer zweikreisigen 110-kV-Drehstromleitung belegt. Bei Enzberg verlässt die Bahnstromleitung schließlich die gemeinsame Trasse mit der 380-kV-Leitung nach Pulverdingen und nimmt auf ihrer untersten Traverse die von Karlsruhe nach Vaihingen/Enz führende Bahnstromleitung auf. Ursprünglich verlief diese zum Unterwerk Mühlacker, welches 2004 stillgelegt wurde. Die Leitung wurde daraufhin auf die beiden unteren Stromkreise der Bahnstromleitung Flörsheim–Stuttgart verlegt, wobei die Parallelschaltung von je zwei Stromkreisen aufgehoben wird. Auf den Masten in ihrer typischen Anordnung werden nur hier tatsächlich alle vier Stromkreise unabhängig voneinander betrieben.
Die Leitung führt an Mühlacker vorbei, abschnittsweise eng gebündelt an die Württembergische Westbahn, und umgeht Illingen südlich. Am Bahnhof Vaihingen (Enz) trifft sie wieder auf die Schnellfahrstrecke und mündet in das südöstlich des Bahnhofs gelegene Unterwerk, dem dritten an dieser Bahnstrecke.

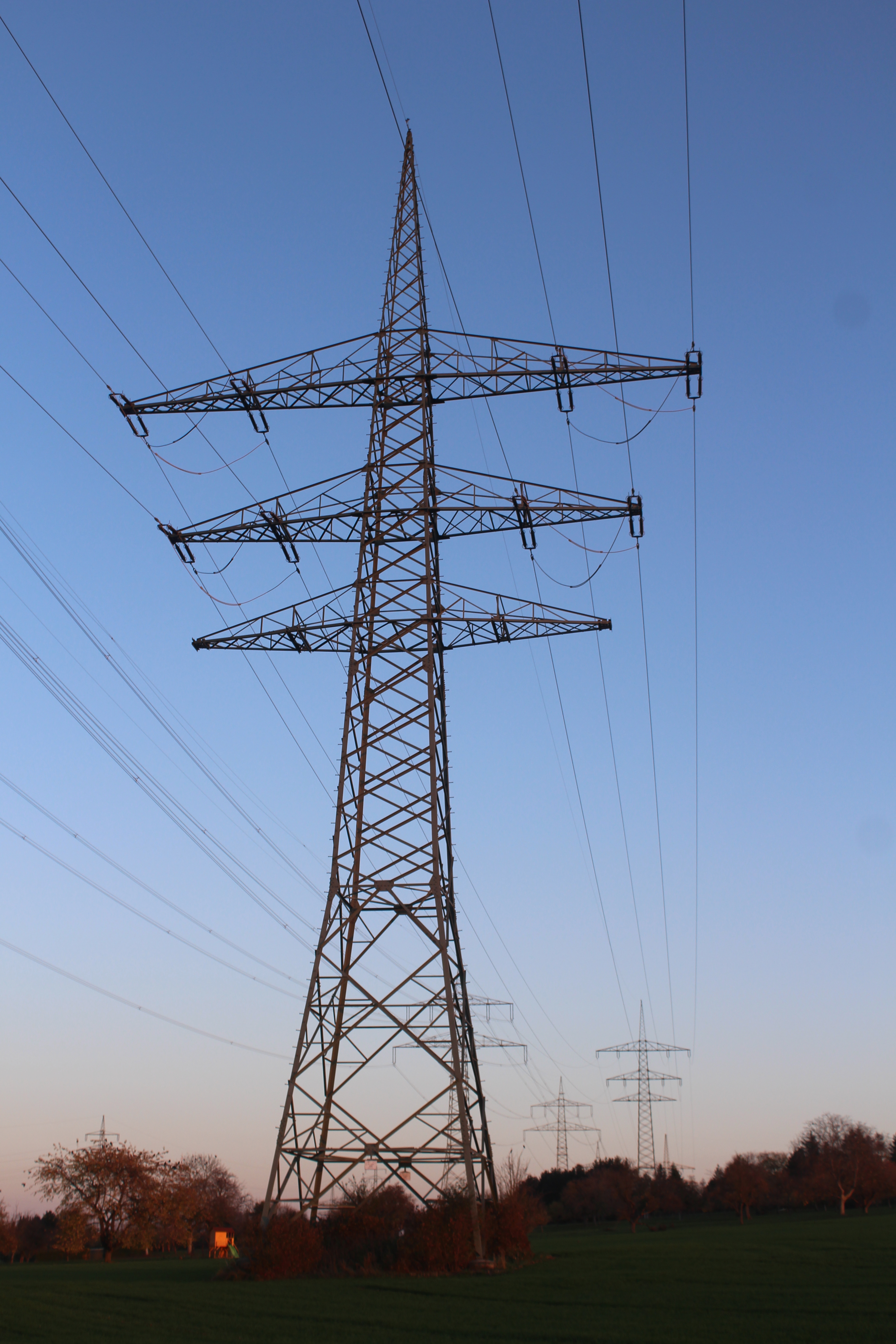
Bei Mühlacker, die ehem. Bahnstromleitung nach Karlsruhe ist demontiert

### Vaihingen/Enz – Stuttgart
Hinter dem Unterwerk Vaihingen/Enz beginnt der letzte Teilabschnitt der Bahnstromleitung. Hier sind die Stromkreise wieder zu zweit parallelgeschaltet. Die Leitung führt in südöstliche Richtung in einigem Abstand parallel zur Schnellfahrstrecke, überquert bei Oberriexingen das Enztal und führt am Umspannwerk Pulverdingen vorbei, wobei die zahlreichen zu ihm führenden Leitungen mit niedrigen Einebenenmasten unterquert werden. Nach dem Passieren von Schwieberdingen unterquert sie die Nord-Süd-Leitung und nimmt die von Eutingen her kommende Bahnstromleitung auf, mit der sie auf ihrem letzten Stück auf gemeinsamen Masten verläuft. Sie überquert die BAB 81 und durchkreuzt das Gelände des Rangierbahnhofs Kornwestheim. Sie nimmt wiederum 15-kV-Speiseleitungen für die Württembergische Nordbahn auf und mündet direkt dahinter ins Unterwerk Stuttgart. Dieses Unterwerk befindet sich an der Schusterbahn in unmittelbarer Nähe zum Bahnknoten Kornwestheim.

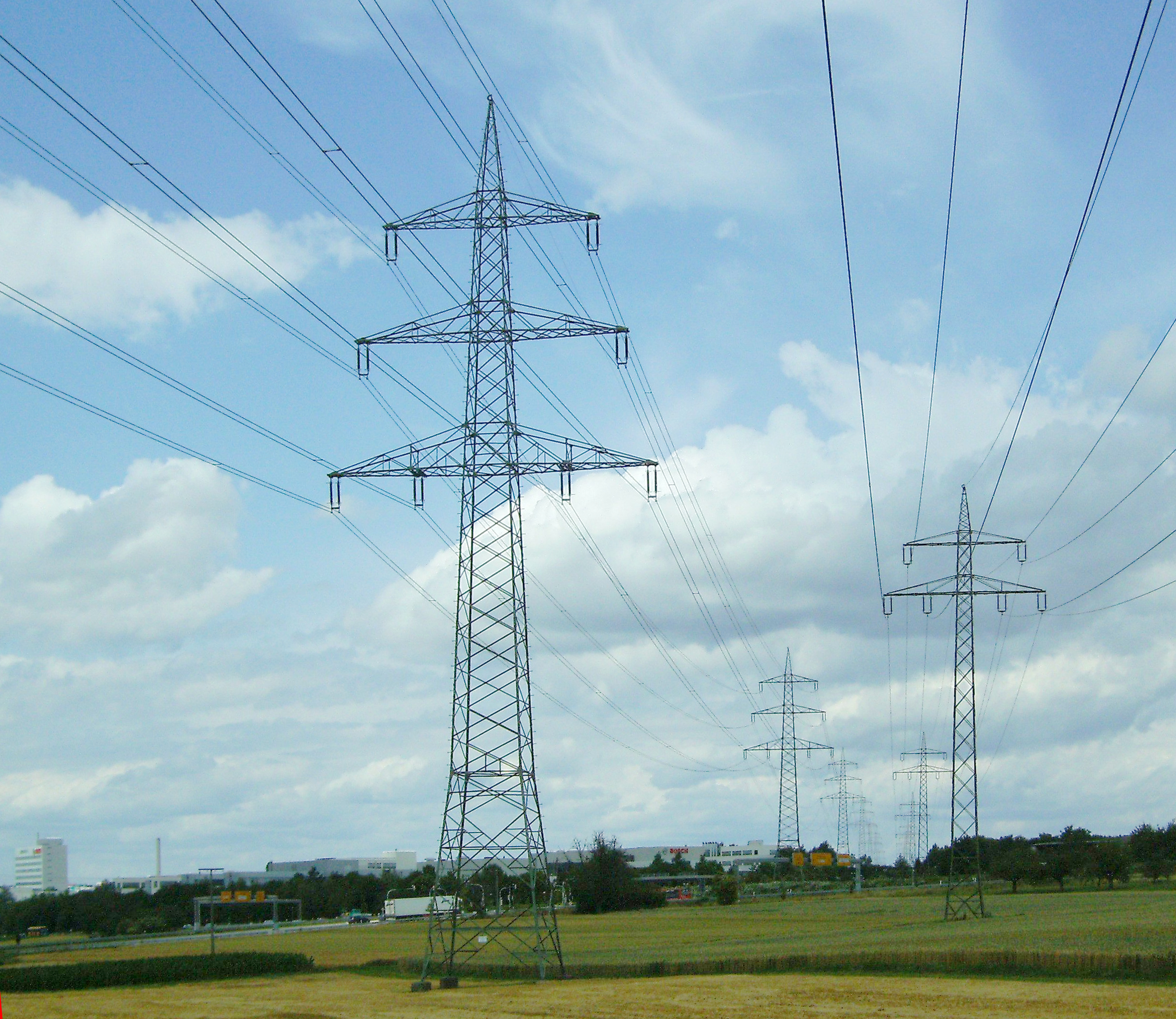
Bei Möglingen
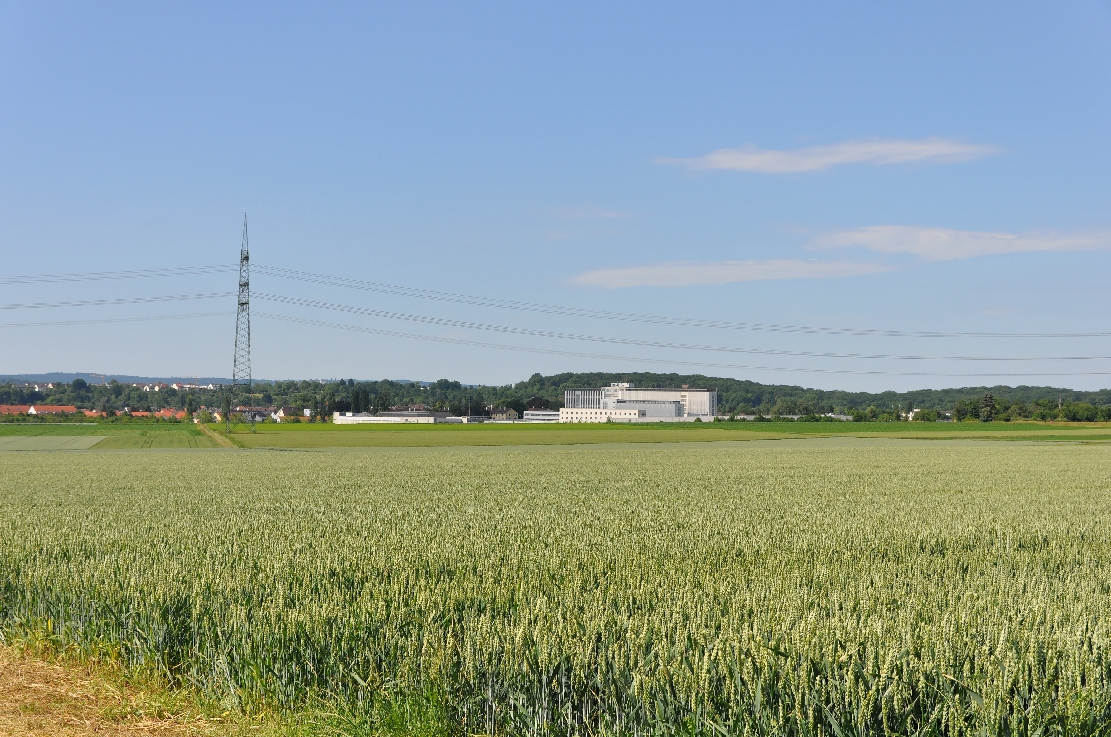
Leitungsführung vorbei an der JVA Stuttgart-Stammheim
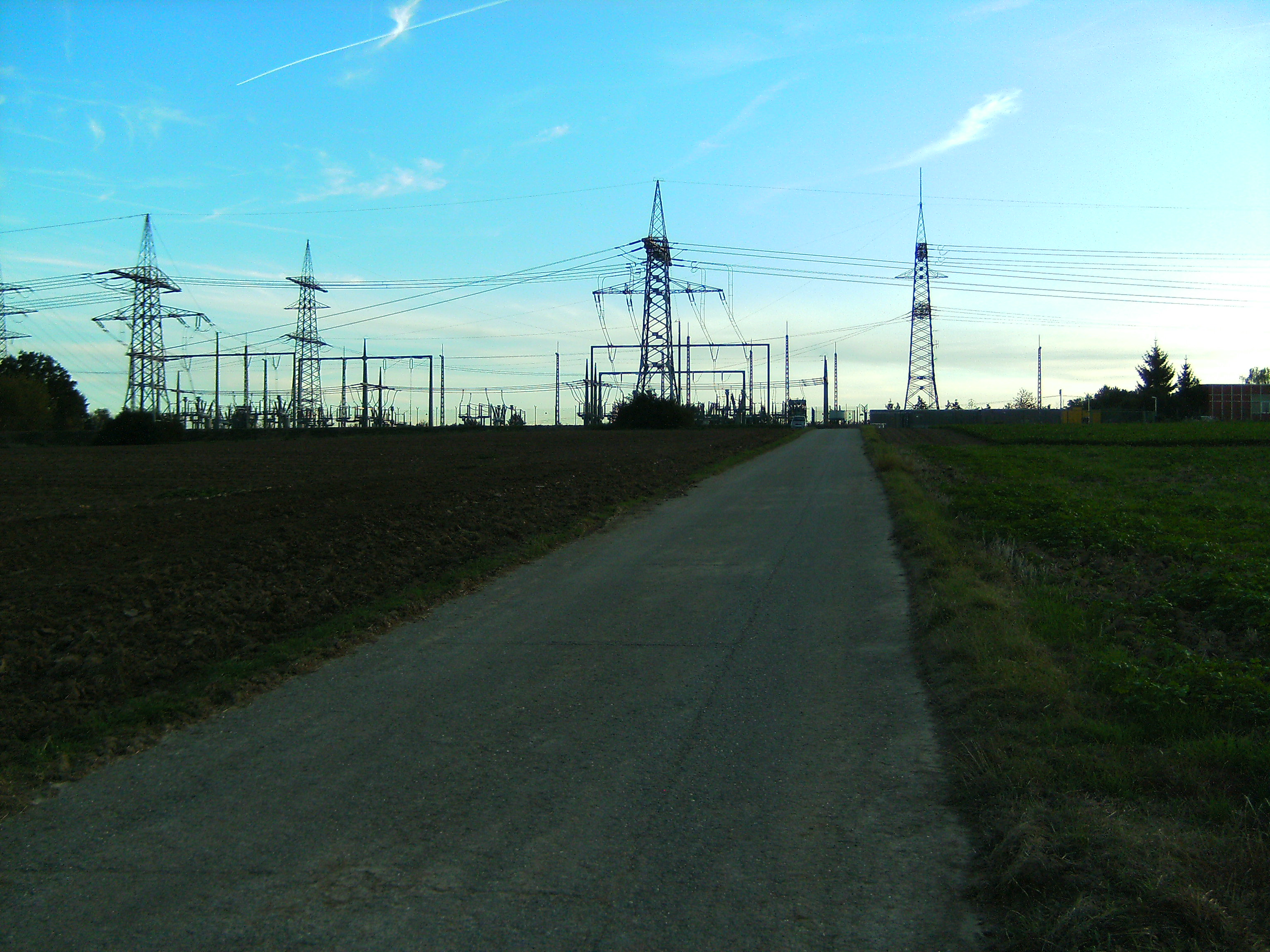
Endpunkt der Leitung: Unterwerk Stuttgart